# Roger Foys
```

```

Roger Joseph Foys (ur. 27 lipca 1945 w Chicago, Illinois) – amerykański duchowny katolicki, biskup Covington w metropolii Louisville w latach 2002-2021.
Ukończył seminarium duchowne w Bloomingdale w Ohio, a także Katolicki Uniwersytet Ameryki i Uniwersytet Gregoriański w Rzymie. Święcenia kapłańskie otrzymał 16 maja 1973 z rąk Anthony'ego Mussio, ówczesnego ordynariusza Steubenville, diecezji dla której został wyświęcony. Pracował m.in. jako moderator kurii i wikariusz generalny (od 1982). Na swej alma mater w Bloomingdale wykładał prawo kanoniczne. Otrzymał tytuły prałata, a w 2001 infułata.
31 maja 2002 otrzymał nominację na ordynariusza diecezji Covington w Kentucky. Sakrę przyjął z rąk metropolity Louisville Thomasa C. Kelly'ego OP. Rządy objął w trudnym czasie skandalu molestowania seksualnego dzieci przez duchownych i świeckich pracowników diecezji. Ofiarom wypłacono milionowe odszkodowania. Mimo to za jego rządów wzrosła znacznie liczba powołań kapłańskich. 13 lipca 2021 papież Franciszek przyjął jego rezygnację z funkcji biskupa Covington.